# Таутенгайн (Тюрингія)
Таутенгайн (нім. Tautenhain) — громада в Німеччині, розташована в землі Тюрингія. Входить до складу району Заале-Гольцланд. Громада підпорядкована адміністрації міста Бад-Клостерлаусніц.
Площа — 8,91 км2. Населення становить 904 ос. (станом на 31 грудня 2021).